# Мач у камену (роман)
Мач у камену (енгл. The Sword in the Stone) је фантастични роман британског писца Т. Х. Вајта из 1938. године, који прати детињство краља Артура. Испрва је објављен од у Уједињеном Краљевству као самостално дело, а касније је постао први део тетралогије Краљ бивши и будући. Роман је sui generis дело које комбинује елементе легенде, историје, фантастике и комедије. Walt Disney Productions је адаптирао причу за истоимени анимирани филм, а BBC ју је прилагодио радију.
Часопис Time је уврстио роман на своју листу „100 најбољих књига свих времена за младе”. Године 2014, Мач у камену је награђен ретроспективном наградом Хјуго за најбољи роман из 1939. године.

## Позадина
Премиса романа је да је Артурова младост, о којој се не говори у Смрти Артуровој (1485) сер Томаса Малорија, била време када га је Мерлин подучавао и припремао за владавину. Мерлин га с времена на време магично претвара у разне животиње, а дечак има и више пустоловина у људском облику. Поставка је углавном заснована на средњовековној Енглеској, а на местима укључује Вајтово обимно знање о средњовековној култури (нпр. лов, соколство и витешко надметање). Међутим, аутор не покушава да постигне доследну историјску тачност и укључује неке очигледне анахронизме.

## Радња
Квржица је сироче кога одгаја сер Ектор у Замку Дивље шуме, окруженог истоименом шумом. Поред Екторовог сина Кеја, Квржица се обучава за витеза, иако због свог простог порекла може да напредује само у Кејевог штитоношу. Гонећи јастреба којег је Кеј пустио да побегне током њихове вежбе соколства, Квржица се губи у Дивљој шуми. Тамо постаје мета скривеног стрелца и наилази на краља Пелинора који је заузет ловом на Чудовишну звер. На крају, упознаје чаробњака Мерлина који живи уназад у времену и често говори о стварима које је видео у будућности.
Квржица и Мерлин се враћају у Екторов замак, а чаробњак постаје учитељ дечака. Посебну пажњу посвећује Квржици и једном приликом га претвара у рибу и заједно истражују јарак замка. У једном од својих излета, дечаци сусрећу Малог Џона, који их води до Робина Худа (који се назива Робин Вуд) и Маријане. Њихов продужени боравак са Робином кулминира сусретом са грифоном. Кеј успева да убије звер, узимајући јој главу као трофеј. Током борбе, грифон ломи Квржичину кључну кост.
Док је Квржици наређено да мирује у кревету, Мерлин шаље чини кроз кључаоницу његове спаваће собе да га претвори у мрава. Квржица се увлачи у фарме мрава у својој соби и сазнаје да мрави размишљају у бинарним терминима „Обављено” или „Необављено”. Након што му кључна кост зацели, Мерлин касније преображава Квржицу у јазавца, а затим у дивљу гуску која лети толико високо да не може да уочи националне границе. Квржица је збуњен зашто је добио задатак да чува стражу док друге гуске једу. Претпоставља да му је суђено да пази на супарничке гуске, али сама идеја да би гуске могле да једу своју врсту је увредљива за њих.
Када је Кеј спреман да буде проглашен витезом, сер Ектор и његова пратња путују у Лондон, где он поседује имовину. Док се Кеј приближава терену за турнир, схвата да је оставио свој мач у гостионици. Квржица је послат назад да га узме, али налази крчму закључану. Он проналази мач забоден у наковањ на врху камена у црквеном дворишту. Када Квржица додирне мач, његова чула се појачавају. Није у стању да га извуче, али док покушава поново, гласови свих животиња и пријатеља које је стекао охрабрују га и подсећају га на лекције којима су га научили. У трећем покушају, мач се извлачи и Квржица с њим јури ка Кеју.
Када Кеј сазна да га је Квржица извукао из наковња, зна да је то мач тај који ће одредити наследника Утера Пендрагона. Он каже сер Ектору да га је лично извукао из камена. Међутим, када га Ектор замоли да понови подвиг, Кеј признаје да је Квржица тај који га је извукао. Квржица је престрављен када му се сер Ектор и Кеј поклоне као свом краљу.
Након што је крунисан, Квржица добија поклоне из целог света и од својих пријатеља, животиња и људи. Сер Ектор му шаље купасту капу, која се претвара у Мерлина. Чаробњак објашњава да је Квржица заправо Утеров син и да је његово право име Артур.

## Ревизије
Прво издање британске издавачке куће Collins је делимично преправљено за Putnam у Америци.
Верзија која се појавила 1958. године у тетралогији Краљ бивши и будући је значајно ревидирана, делимично да би укључила догађаје и теме које је Вајт првобитно намеравао да покрије у петом тому (који је коначно објављен након његове смрти, као Књига о Мерлину). С тим циљем, ревидирана верзија укључује неколико нових епизода, укључујући епизоде мрава и гусака, али изоставља неке од епизода које су се појавиле у оригиналу (нпр. Мерлинова битка са Мадам Мим која се појавила у Дизнијевом филму). Неки критичари су сматрали да је ревидирана верзија инфериорнија у односу на оригинал. Издавачи имају тенденцију да користе оригиналну верзију када је објављују независно од тетралогије.

## Адаптације

### Филм
Волт Дизни је продуцирао анимирану филмску адаптацију Мача у камену, коју је 25. децембра 1963. објавио Buena Vista Distribution. Слично многим Дизнијевим филмовима, заснован је на генералној радњи оригиналне приче, али је велики део суштине и дубине приче знатно промењен.

### Радио драматизација
BBC је 1939. емитовао радио драматизацију романа у шест делова, уз пропратну музику Бенџамина Бритна. Једина преживела 25-минутна епизода, Квржица и јастребови, доступна је за стримовање онлајн. Оживљена је 1952. године, након поновног открића Бритнове партитуре након што се сматрало да је изгубљена. У следећој радио адаптацији BBC-ја 1982. глумио је Мајкл Хордерн као Мерлин. Хордерн је већ глумио другог познатог чаробњака, Гандалфа, у BBC-јевој радио адаптацији Господара прстенова Џ. Р. Р. Толкина из 1981. године.